# Уравнение Тафта
Р. Тафтом был предложен ряд уравнений для количественного описания влияния соседних заместителей на реакционноспособность химического соединения по исследуемой функциональной группе. Эти уравнения часто используются для определения механизма реакции.

## Уравнение Гаммета — Тафта для замещённых фенилов
Является модификацией уравнения Гаммета с учётом влияния резонансного взаимодействия с реакционным центром. Применимо для мета- и пара-замещённых фенилов. Записывается как
{\displaystyle \lg k=\lg k_{0}+\rho \sigma _{0}.}

## Уравнение Тафта для индукционного влияния заместителей
Уравнение Тафта — выражение зависимости константы скорости химической реакции от индукционного влияния соседних групп заместителей. Предложено Р. Тафтом в 1953 г. на основе анализа гидролиза сложных эфиров карбоновых кислот.
Аналитически записывается в следующем виде:
{\displaystyle \lg k=\lg k_{0}+\rho ^{*}\sigma ^{*},}
где k — константа скорости реакции,
σ* — константы, характеризующие переменный заместитель X,
ρ* — параметр, характеризующий влияние заместителя X на реакционноспособность соединения.
В качестве стандартного σ* = 1 принят заместитель CH3. Параметр ρ* выражает чисто индукционное полярное влияние заместителей. Данное уравнение применимо лишь для процессов, в которых стерическое и резонансное влияние заместителей либо отсутствуют, либо постоянны для данного набора заместителей.
В отличие от уравнения Гаммета уравнение Тафта применимо к алифатическим и алициклическим соединениям.
Для получения параметров уравнения Тафта выполняется серия экспериментов по зависимости константы скорости реакции от характера заместителя X (табличное значение ρ*) при прочих равных условиях (температура, давление, растворитель и др.) и строится график в координатах lg k vs. ρ*. На основе анализа графика вычисляются параметры lg k0 и ρ*.
Отрицательное значение ρ* свидетельствует о том, что в переходном состоянии на реакционном центре возникает частичный положительный заряд, а при переходе от электронодонорных заместителей к электроноакцепторным реакционноспособность соединения в данной реакции уменьшается. При положительной величине ρ* наблюдается обратная зависимость.

## Уравнение Тафта для стерического влияния заместителей
Имеет вид
{\displaystyle \lg k=\lg k_{0}+\delta \cdot E_{S},}
где ES — стерические постоянные заместителей. В качестве стандарта выбран CH3, для которого ES = 0.
Параметр δ определяется экспериментально и характеризует влияние стерического фактора на скорость реакции.
Уравнение также основано на серии реакций кислотного гидролиза сложных эфиров. Его применимость ограничена только такими процессами или наборами заместителей, где отсутствует индукционный эффект, а влияние заместителя сводится к стерическому фактору.

## Четырехпараметровое уравнение Тафта
Уравнение предназначено для совместного учёта индукционного, стерического, гиперконъюгационного и резонансного влияния заместителей. Уравнение имеет вид:
{\displaystyle \lg k=\lg k_{0}+\rho ^{*}\sigma ^{*}+\delta E_{S}+\Delta nh+\psi .}
Дополнительные слагаемые Δnh и ψ характеризуют влияние гиперконъюгационного и резонансного эффектов заместителей соответственно. Δn = n − n0 равно числу α-C-H связей (для CH3 n0 = 3). Через h обозначена константа, характеризующая чувствительность процесса к гиперконъюгационному влиянию со стороны заместителей. Параметр ψ определяет вклад, обусловленный изменением сопряжения заместителя с реакционным центром в ходе реакции или активации.

## Источник
- Пальм В. А. «Основы количественной теории органических реакций». — Л.: «Химия», 1977. — 360 с.
- Верещагин А. Н. «Индуктивный эффект». — М.: «Наука», 1987. — 326 с.
- Днепровский А. С., Темникова Т. И. «Теоретические основы органической химии». — Л.: «Химия», 1991. — 559 с.